# Ross 614
Ross 614 (HIP 30920 / GJ 234 A/B) és un estel binari situat a una distància de 13,3 anys llum del sistema solar a la constel·lació de l'Unicorn, Monoceros. De magnitud aparent +11,15, no és observable a ull nu. El gran moviment propi d'aquest estel va ser descobert per Frank Elmore Ross el 1927.
Ross 614 està composta per dues nanes vermelles amb una separació en el seu semieix major de sols 0,932 segons d'arc, que correspon a un període orbital de 16,6 anys. L'estel principal és de tipus espectral M4.5V i posseeix una massa de 0,22 vegades masses solars; l'estel secundari té una massa de 0,11 masses solars —lleugerament major que Wolf 359, el tercer sistema més proper al Sol— i superior a la inicialment estimada.
Així mateix, Ross 614 és un estel fulgurant, rebent la denominació d'estel variable V577 Monocerotis. S'han registrat flamarades breus —de l'ordre de segons— però freqüents. En un període de 4,3 hores es van observar quatre flamarades.